# Chartronges
Chartronges  est une commune française située dans le département de Seine-et-Marne en région Île-de-France.
Au dernier recensement de 2022, la commune comptait 302 habitants.

## Géographie

### Localisation
Chartronges est situé dans la Brie à 17 km au sud-est de Coulommiers et à 7 km au sud-ouest de La Ferté-Gaucher.

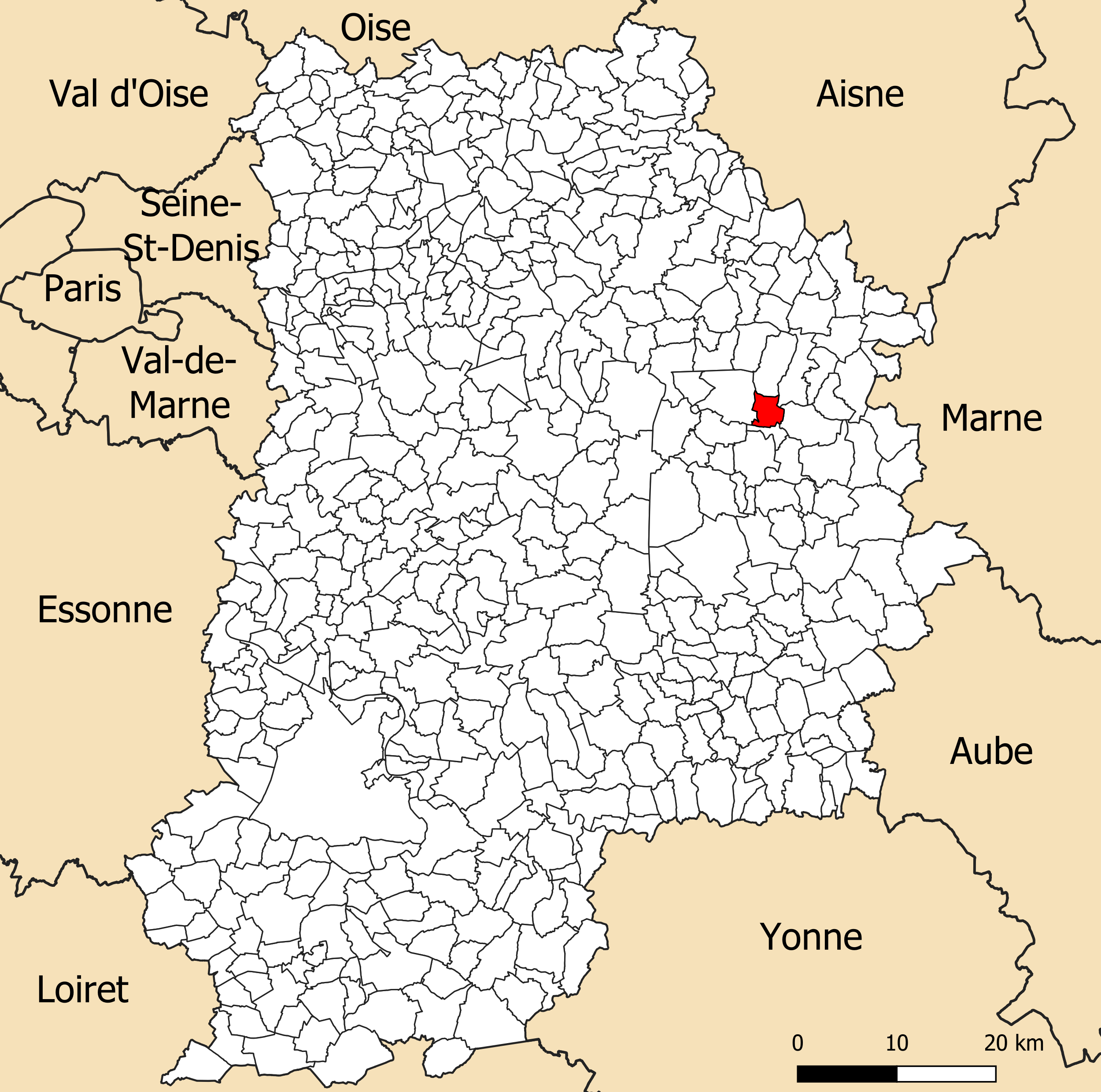
Localisation de la commune de Chartronges dans le département de Seine-et-Marne.

### Communes limitrophes
| Choisy-en-Brie | Jouy-sur-Morin | La Ferté-Gaucher         |

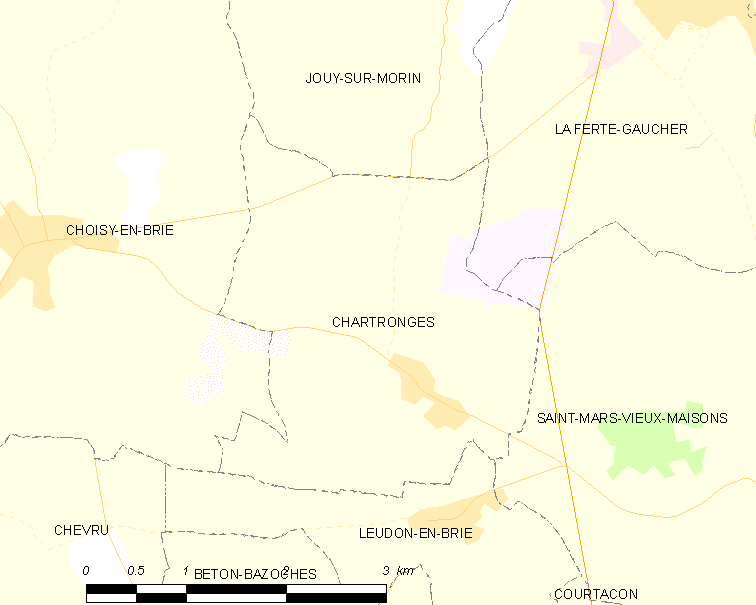
Carte des communes limitrophes de Chartronges.

|                | Chartronges    | Saint-Mars-Vieux-Maisons |
|                | Leudon-en-Brie |                          |

### Géologie et relief
La commune est classée en zone de sismicité 1, correspondant à une sismicité très faible.

### Hydrographie

#### Réseau hydrographique

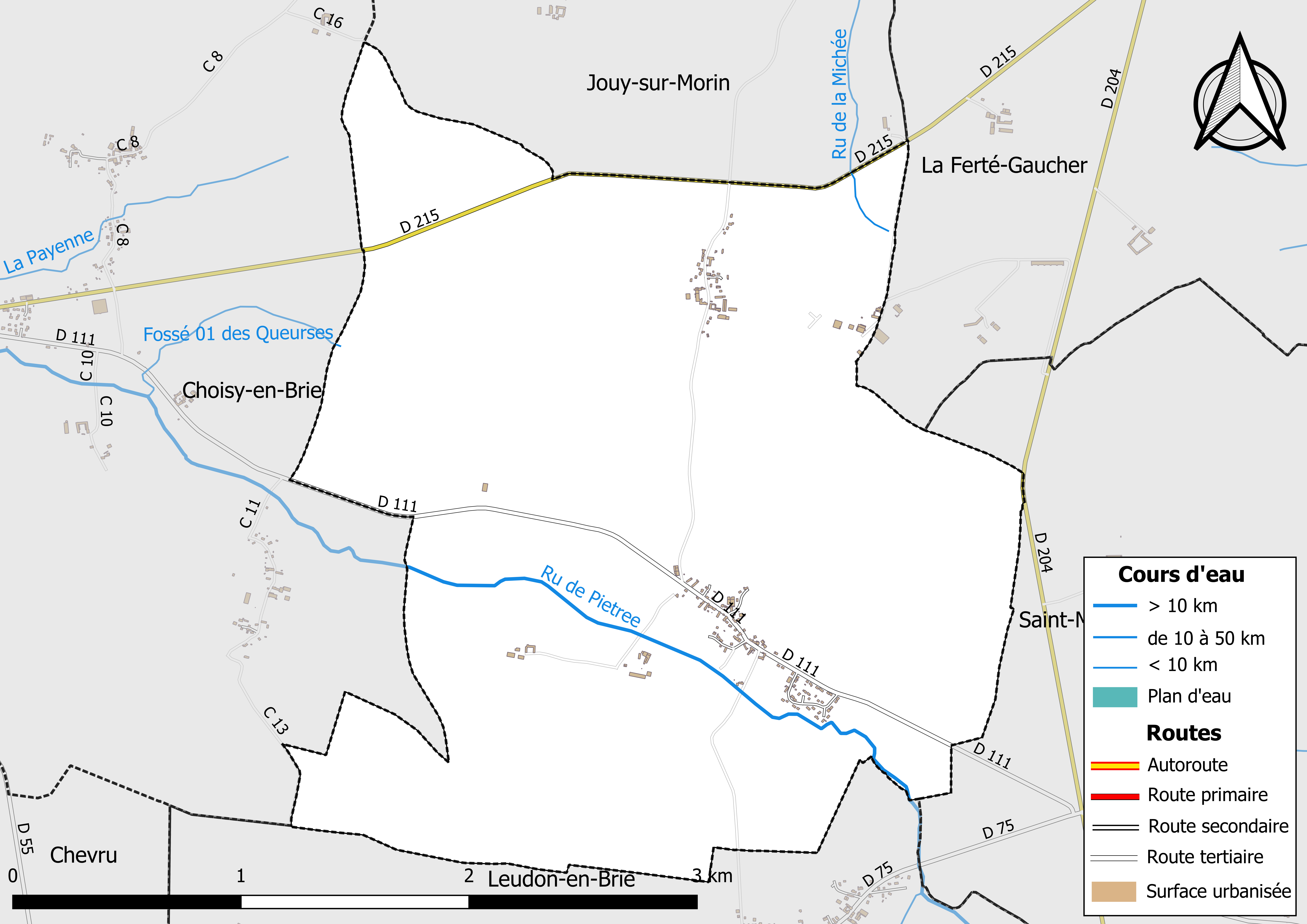
Carte des réseaux hydrographique et routier de Chartronges.

Le réseau hydrographique de la commune se compose de trois cours d'eau référencés :
- le ru de la Michée, 3,21 km[2], et ;
- le ru de Vannetin ou ru de Pietree, long de 18,63 km[3], affluents du Grand Morin ;
  - le fossé 01 des Queurses, long de 1,18 km[4], affluent du ru de Vannetin.

La longueur totale des cours d'eau sur la commune est de 3,07 km.

#### Gestion des cours d'eau
Afin d’atteindre le bon état des eaux imposé par la Directive-cadre sur l'eau du 23 octobre 2000, plusieurs outils de gestion intégrée s’articulent à différentes échelles : le SDAGE, à l’échelle du bassin hydrographique, et le SAGE, à l’échelle locale. Ce dernier fixe les objectifs généraux d’utilisation, de mise en valeur et de protection quantitative et qualitative des ressources en eau superficielle et souterraine. Le département de Seine-et-Marne est couvert par six SAGE, au sein du bassin Seine-Normandie.
La commune fait partie du SAGE « Petit et Grand Morin », approuvé le 21 octobre 2016. Le territoire de ce SAGE comprend les bassins du Petit Morin (630 km2) et du Grand Morin (1 185 km2). Le pilotage et l’animation du SAGE sont assurés par le syndicat Mixte d'Aménagement et de Gestion des Eaux (SMAGE) des 2 Morin, qualifié de « structure porteuse ».

### Climat
Pour des articles plus généraux, voir Climat de l'Île-de-France et Climat de Seine-et-Marne.
En 2010, le climat de la commune est de type climat océanique dégradé des plaines du Centre et du Nord, selon une étude du CNRS s'appuyant sur une série de données couvrant la période 1971-2000. En 2020, Météo-France publie une typologie des climats de la France métropolitaine dans laquelle la commune est exposée à un climat océanique altéré et est dans la région climatique Nord-est du bassin Parisien, caractérisée par un ensoleillement médiocre, une pluviométrie moyenne régulièrement répartie au cours de l’année et un hiver froid (3 °C).
Pour la période 1971-2000, la température annuelle moyenne est de 10,5 °C, avec une amplitude thermique annuelle de 15,4 °C. Le cumul annuel moyen de précipitations est de 705 mm, avec 11,5 jours de précipitations en janvier et 7,8 jours en juillet. Pour la période 1991-2020, la température moyenne annuelle observée sur la station météorologique la plus proche, située sur la commune de Chevru à 5 km à vol d'oiseau, est de 11,2 °C et le cumul annuel moyen de précipitations est de 697,7 mm,. Pour l'avenir, les paramètres climatiques de la commune estimés pour 2050 selon différents scénarios d'émission de gaz à effet de serre sont consultables sur un site dédié publié par Météo-France en novembre 2022.
| Mois                                  | jan.            | fév.           | mars          | avril         | mai             | juin           | jui.           | août           | sep.         | oct.            | nov.          | déc.             | année      |
| ------------------------------------- | --------------- | -------------- | ------------- | ------------- | --------------- | -------------- | -------------- | -------------- | ------------ | --------------- | ------------- | ---------------- | ---------- |
| Température minimale moyenne (°C)     | 1,3             | 1,3            | 3,3           | 5,1           | 8,7             | 11,5           | 13,3           | 13,2           | 10,4         | 7,8             | 4,2           | 2                | 6,8        |
| Température moyenne (°C)              | 3,7             | 4,4            | 7,5           | 10,2          | 13,9            | 17             | 19,3           | 19,2           | 15,7         | 11,8            | 7,1           | 4,4              | 11,2       |
| Température maximale moyenne (°C)     | 6,1             | 7,4            | 11,7          | 15,3          | 19              | 22,5           | 25,3           | 25,3           | 21           | 15,7            | 9,9           | 6,7              | 15,5       |
| Record de froid (°C) date du record   | −15,8 08.01.10  | −13,9 04.02.12 | −9,2 13.03.13 | −4,4 06.04.21 | −1,3 05.05.1996 | 1,4 04.06.1991 | 5,5 13.07.1993 | 4,6 26.08.1993 | 1,8 30.09.22 | −3,8 30.10.1997 | −9,7 30.11.10 | −12,7 31.12.1996 | −15,8 2010 |
| Record de chaleur (°C) date du record | 15,6 05.01.1999 | 18,6 27.02.19  | 24,6 31.03.21 | 28,2 20.04.18 | 30,9 27.05.05   | 35,8 27.06.11  | 41,5 25.07.19  | 39,7 12.08.03  | 34 09.09.23  | 28,3 01.10.11   | 21 07.11.15   | 16,6 07.12.00    | 41,5 2019  |
| Précipitations (mm)                   | 57,8            | 52,6           | 51,2          | 51,6          | 67,1            | 51,5           | 55,9           | 56             | 56,1         | 64,7            | 60,9          | 72,3             | 697,7      |

### Milieux naturels et biodiversité

#### Réseau Natura 2000

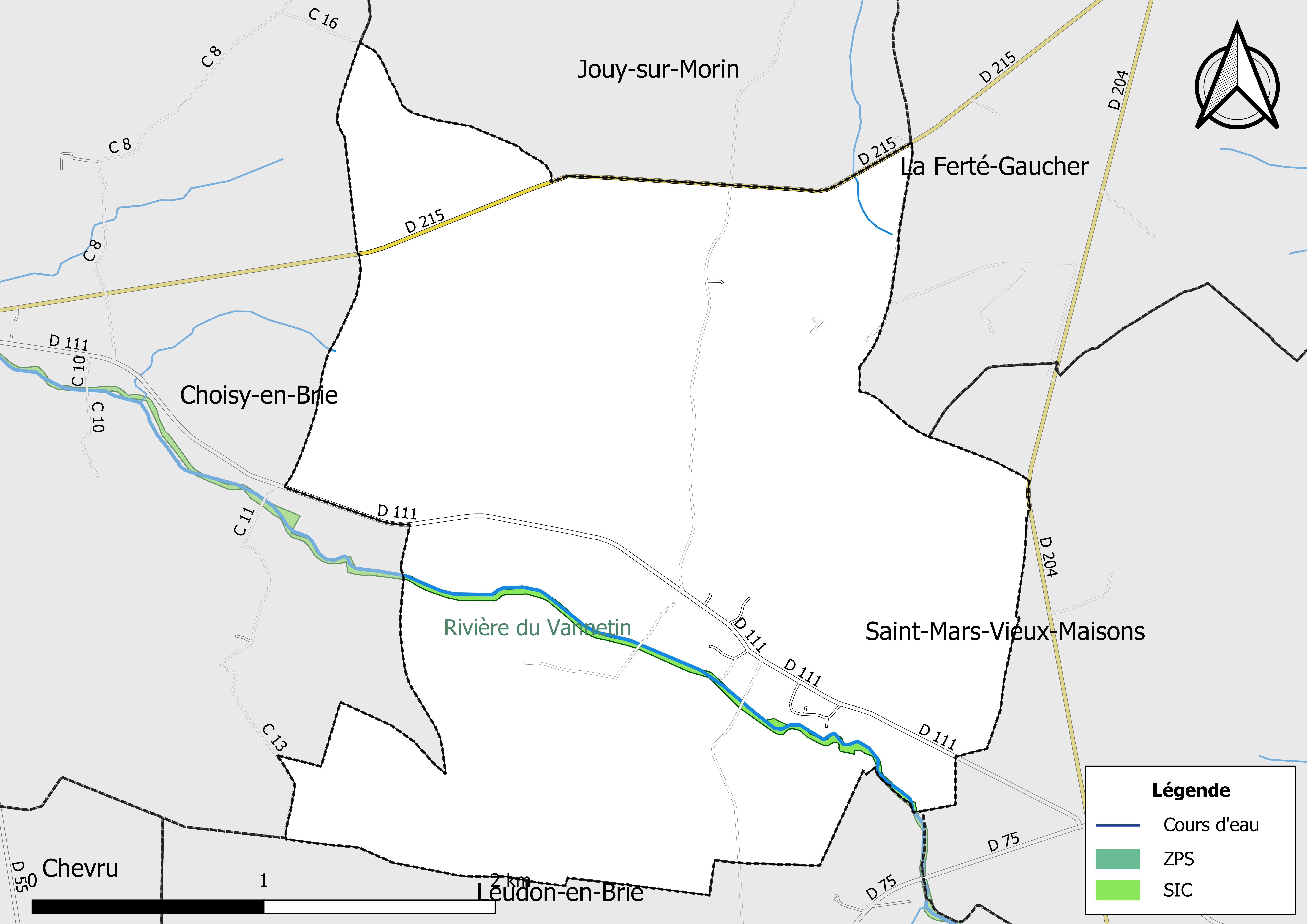
Sites Natura 2000 sur le territoire communal.

Le réseau Natura 2000 est un réseau écologique européen de sites naturels d’intérêt écologique élaboré à partir des Directives « Habitats » et « Oiseaux ». Ce réseau est constitué de Zones spéciales de conservation (ZSC) et de Zones de protection spéciale (ZPS). Dans les zones de ce réseau, les États Membres s'engagent à maintenir dans un état de conservation favorable les types d'habitats et d'espèces concernés, par le biais de mesures réglementaires, administratives ou contractuelles.
Un site Natura 2000 a été défini sur la commune au titre de la « directive Habitats » : 
la « Rivière du Vannetin », d'une superficie de 63,3 ha, une rivière de première catégorie piscicole située dans un contexte agricole encore varié et extensif mais qui a conservé des écosystèmes naturels particulièrement riches pour la région Île-de-France. Ce cours d’eau accueille des populations de Lamproie de Planer et de Chabot. La Loche de rivière a aussi été observée sur le site,.

## Urbanisme

### Typologie
Au 1er janvier 2024, Chartronges est catégorisée commune rurale à habitat dispersé, selon la nouvelle grille communale de densité à sept niveaux définie par l'Insee en 2022.
Elle est située hors unité urbaine. Par ailleurs la commune fait partie de l'aire d'attraction de Paris, dont elle est une commune de la couronne,. Cette aire regroupe 1 929 communes,.

### Lieux-dits et écarts
La commune compte 54 lieux-dits administratifs répertoriés consultables ici dont Féraubry.

### Occupation des sols
L'occupation des sols de la commune, telle qu'elle ressort de la base de données européenne d’occupation biophysique des sols Corine Land Cover (CLC), est marquée par l'importance des territoires agricoles (93,5 % en 2018), une proportion identique à celle de 1990 (93,5 %). La répartition détaillée en 2018 est la suivante : 
terres arables (93% ), espaces verts artificialisés, non agricoles (3,5% ), zones urbanisées (3% ), zones agricoles hétérogènes (0,4 %).
Parallèlement, L'Institut Paris Région, agence d'urbanisme de la région Île-de-France, a mis en place un inventaire numérique de l'occupation du sol de l'Île-de-France, dénommé le MOS (Mode d'occupation du sol), actualisé régulièrement depuis sa première édition en 1982. Réalisé à partir de photos aériennes, le Mos distingue les espaces naturels, agricoles et forestiers mais aussi les espaces urbains (habitat, infrastructures, équipements, activités économiques, etc.) selon une classification pouvant aller jusqu'à 81 postes, différente de celle de Corine Land Cover,,. L'Institut met également à disposition des outils permettant de visualiser par photo aérienne l'évolution de l'occupation des sols de la commune entre 1949 et 2018.

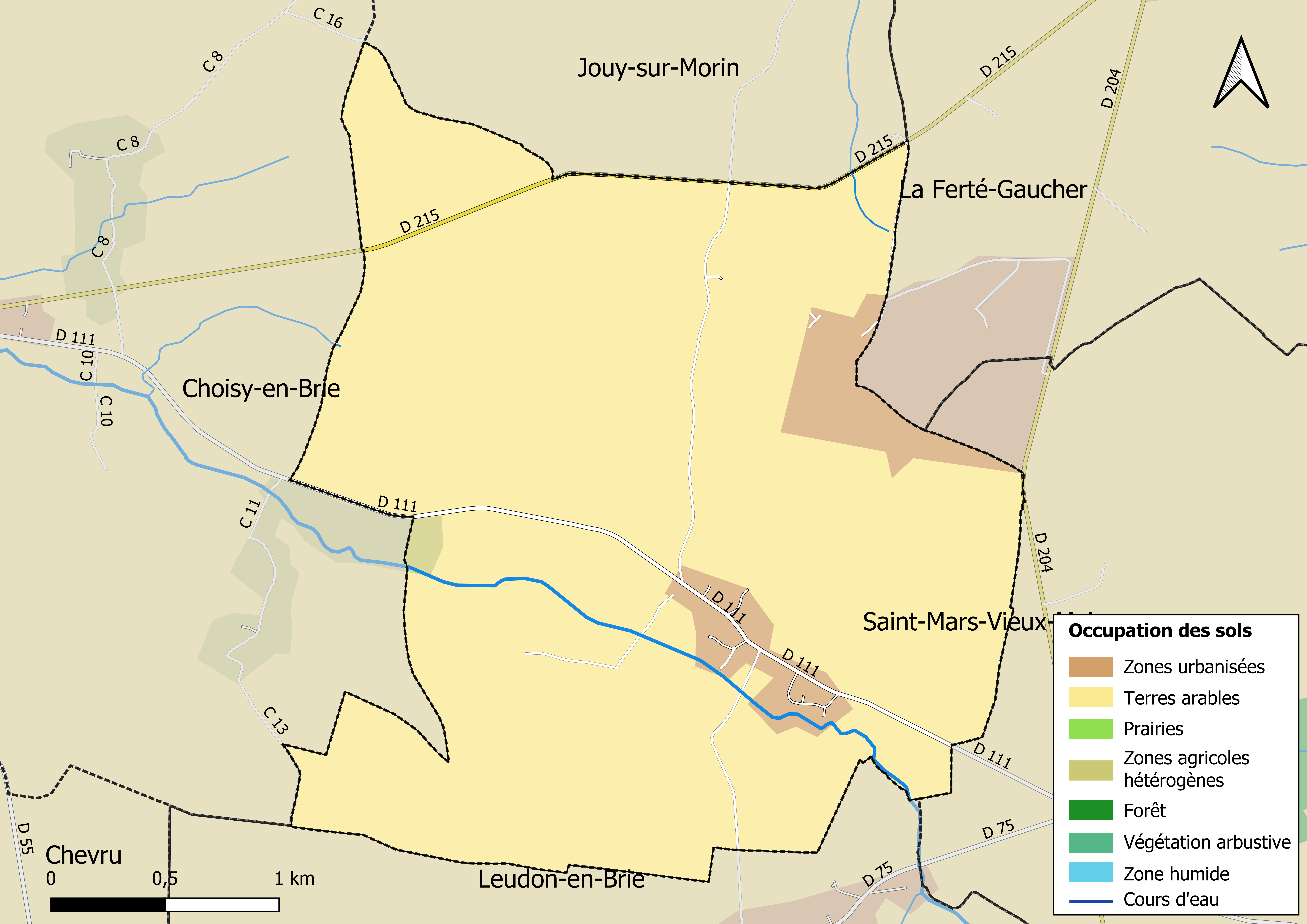
Carte des infrastructures et de l'occupation des sols en 2018 (CLC) de la commune.
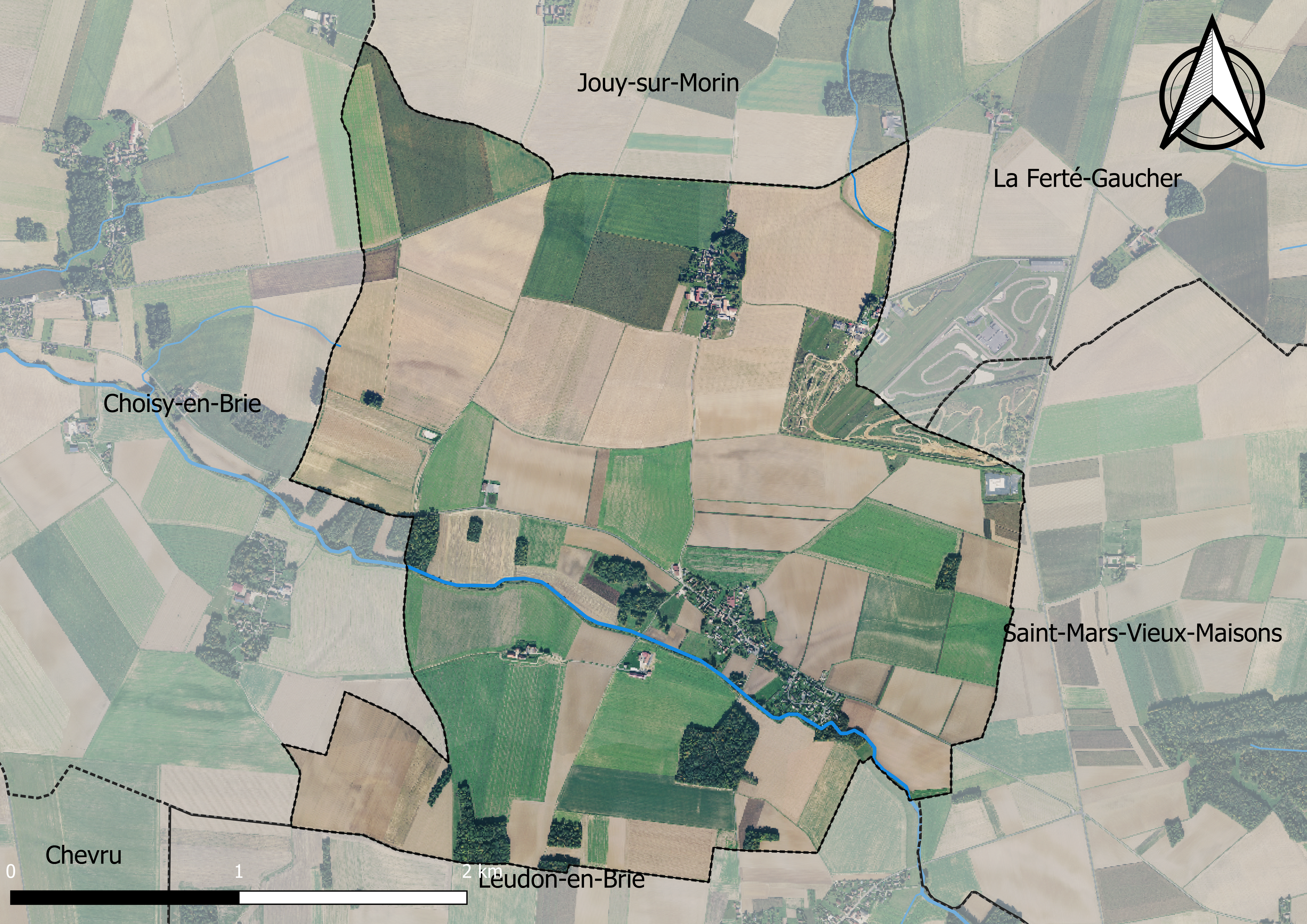
Carte orhophotogrammétrique de la commune.

### Planification
La commune disposait en 2019 d'un plan local d'urbanisme en révision. Le zonage réglementaire et le règlement associé peuvent être consultés sur le Géoportail de l'urbanisme.

### Logement
En 2017, le nombre total de logements dans la commune était de 114 dont 100 % de maisons (maisons de ville, corps de ferme, pavillons, etc.).
Parmi ces logements, 91,2 % étaient des résidences principales, 6,1 % des résidences secondaires et 2,6 % des logements vacants.
La part des ménages fiscaux propriétaires de leur résidence principale s'élevait à 89,4 % contre 7,7 % de locataires et 2,9 % logés gratuitement.

## Toponymie
Chaterongue (1112) ; Ecclésia de Chaterongis (1112) ; Ecclésia de Cathalungis (1120) ; Ecclésia de Caterongis (1145) ; Chateronge (1205) ; Ecclésia de Catherungis (1235) ; Chatronges (1270) ; Chastronges (1274) ; Castrongiae (1286) ; Chatrongie (1353) ; Chatronge (1664) ; Chatronge (1785).

## Histoire
Mentionné au XIIe siècle sous le nom de Chaterongue. l’histoire apprend que l’église, vouée à Saint-Pierre-aux-Liens, dépendait dès le XIe siècle avec plusieurs autres, de l’abbaye de Solesmes. Statue de sainte Barbe en bois polychrome.
En 1789, Chartronges faisait partie de l'élection de Coulommiers et de la généralité de Paris et était régi par la coutume de Meaux.

## Politique et administration

### Liste des maires
| Période                                  | Période   | Identité        | Étiquette | Qualité                                                                                  |
| ---------------------------------------- | --------- | --------------- | --------- | ---------------------------------------------------------------------------------------- |
| Les données manquantes sont à compléter. |           |                 |           |                                                                                          |
| 1971                                     | mars 2008 | Claude Guérard  |           |                                                                                          |
| mars 2008                                | En cours  | André Trawinski |           | Retraité Vice-président de la CC des Deux Morin (2017 → ) Réélu pour le mandat 2020-2026 |

## Équipements et services

### Eau et assainissement
L’organisation de la distribution de l’eau potable, de la collecte et du traitement des eaux usées et pluviales relève des communes. La loi NOTRe de 2015 a accru le rôle des EPCI à fiscalité propre en leur transférant cette compétence. Ce transfert devait en principe être effectif au 1er janvier 2020, mais la loi Ferrand-Fesneau du 3 août 2018 a introduit la possibilité d’un report de ce transfert au 1er janvier 2026,.

#### Assainissement des eaux usées
En 2020, la commune de Chartronges gère le service d’assainissement collectif (collecte, transport et dépollution) en régie directe, c’est-à-dire avec ses propres personnels.
L’assainissement non collectif (ANC) désigne les installations individuelles de traitement des eaux domestiques qui ne sont pas desservies par un réseau public de collecte des eaux usées et qui doivent en conséquence traiter elles-mêmes leurs eaux usées avant de les rejeter dans le milieu naturel. Le Syndicat mixte d'assainissement du Nord-Est  (SIANE) assure pour le compte de la commune le service public d'assainissement non collectif (SPANC), qui a pour mission de vérifier la bonne exécution des travaux de réalisation et de réhabilitation, ainsi que le bon fonctionnement et l’entretien des installations,.

#### Eau potable
En 2020, l'alimentation en eau potable est assurée par le syndicat de l'Eau de l'Est seine-et-marnais (S2E77) qui gère le service en régie,,.

## Population et société

### Démographie
L'évolution du nombre d'habitants est connue à travers les recensements de la population effectués dans la commune depuis 1793. Pour les communes de moins de 10 000 habitants, une enquête de recensement portant sur toute la population est réalisée tous les cinq ans, les populations de référence des années intermédiaires étant quant à elles estimées par interpolation ou extrapolation. Pour la commune, le premier recensement exhaustif entrant dans le cadre du nouveau dispositif a été réalisé en 2007.

En 2022, la commune comptait 302 habitants, en évolution de +1,68 % par rapport à 2016 (Seine-et-Marne : +3,92 %, France hors Mayotte : +2,11 %).
| 1793 | 1800 | 1806 | 1821 | 1831 | 1836 | 1841 | 1846 | 1851 |
| ---- | ---- | ---- | ---- | ---- | ---- | ---- | ---- | ---- |
| 200  | 200  | 207  | 169  | 195  | 181  | 207  | 203  | 200  |

| 1856 | 1861 | 1866 | 1872 | 1876 | 1881 | 1886 | 1891 | 1896 |
| ---- | ---- | ---- | ---- | ---- | ---- | ---- | ---- | ---- |
| 210  | 183  | 194  | 189  | 184  | 172  | 176  | 149  | 157  |

| 1901 | 1906 | 1911 | 1921 | 1926 | 1931 | 1936 | 1946 | 1954 |
| ---- | ---- | ---- | ---- | ---- | ---- | ---- | ---- | ---- |
| 154  | 157  | 148  | 119  | 157  | 135  | 154  | 130  | 117  |

| 1962 | 1968 | 1975 | 1982 | 1990 | 1999 | 2006 | 2007 | 2012 |
| ---- | ---- | ---- | ---- | ---- | ---- | ---- | ---- | ---- |
| 94   | 74   | 89   | 201  | 272  | 270  | 267  | 267  | 292  |

| 2017 | 2022 | - | - | - | - | - | - | - |
| ---- | ---- | - | - | - | - | - | - | - |
| 296  | 302  | - | - | - | - | - | - | - |

## Économie

### Revenus de la population et fiscalité
En 2017, le nombre de ménages fiscaux de la commune était de 106, représentant 310 personnes et la  médiane du revenu disponible par unité de consommation  de 23 940 euros.

### Emploi
En 2017 , le nombre total d’emplois dans la zone était de 31, occupant 136 actifs  résidants.
Le taux d'activité de la population (actifs ayant un emploi) âgée de 15 à 64 ans s'élevait à 71,6 % contre un taux de chômage de 5,3 %. 
Les 23,2 % d’inactifs se répartissent de la façon suivante : 9,5 % d’étudiants et stagiaires non rémunérés, 6,3 % de retraités ou préretraités et 7,4 % pour les autres inactifs.

### Secteurs d'activité

#### Entreprises et commerces
En 2018, le nombre d'établissements actifs était de 15 dont 2 dans la construction, 7 dans le commerce de gros et de détail, transports, hébergement et restauration, 1 dans les activités immobilières, 3 dans les activités spécialisées, scientifiques et techniques et activités de services administratifs et de soutien, et 2  étaient relatifs aux autres activités de services.
En 2019, 3 entreprises individuelles ont été créées sur le territoire de la commune.
Au 1er janvier 2021, la commune disposait de 19 chambres d’hôtels dans un établissement et ne possédait aucun terrain de  camping.

#### Agriculture
Chartronges est dans la petite région agricole dénommée la « Brie est », une partie de la Brie. En 2010, l'orientation technico-économique de l'agriculture sur la commune est la culture de céréales et d'oléoprotéagineux (COP).
Si la productivité agricole de la Seine-et-Marne se situe dans le peloton de tête des départements français, le département enregistre un double phénomène de disparition des terres cultivables (près de 2 000 ha par an dans les années 1980, moins dans les années 2000) et de réduction d'environ 30 % du nombre d'agriculteurs dans les années 2010. Cette tendance se retrouve au niveau de la commune où le nombre d’exploitations est passé de 7 en 1988 à 5 en 2010. Parallèlement, la taille de ces exploitations augmente, passant de 98 ha en 1988 à 220 ha en 2010.
Le tableau ci-dessous présente les principales caractéristiques des exploitations agricoles de Chartronges, observées sur une période de 22 ans : 
|                                      | 1988 | 2000 | 2010  |
| ------------------------------------ | ---- | ---- | ----- |
| Dimension économique,                |      |      |       |
| Nombre d’exploitations (u)           | 7    | 5    | 5     |
| Travail (UTA)                        | 11   | 10   | 8     |
| Surface agricole utilisée (ha)       | 683  | 951  | 1 100 |
| Cultures                             |      |      |       |
| Terres labourables (ha)              | 636  | 948  | 1 096 |
| Céréales (ha)                        | 408  | 646  | 815   |
| dont blé tendre (ha)                 | 269  | 414  | s     |
| dont maïs-grain et maïs-semence (ha) | 75   | 140  | 240   |
| Tournesol (ha)                       | 23   |      |       |
| Colza et navette (ha)                | 47   | 66   | s     |
| Élevage                              |      |      |       |
| Cheptel (UGBTA)                      | 176  | 53   | 3     |

## Culture locale et patrimoine

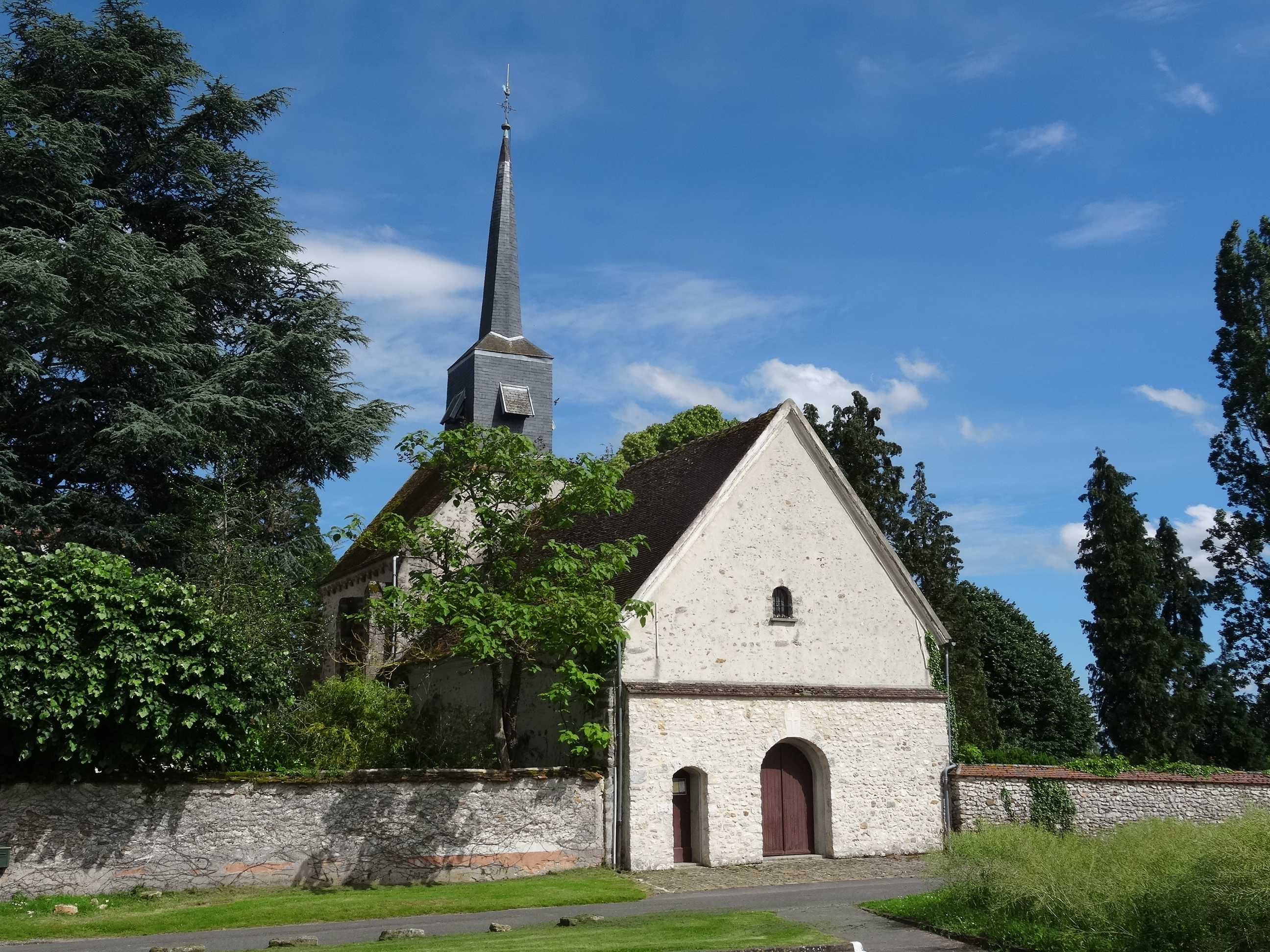
L'église Saint-Pierre-ès-Liens.

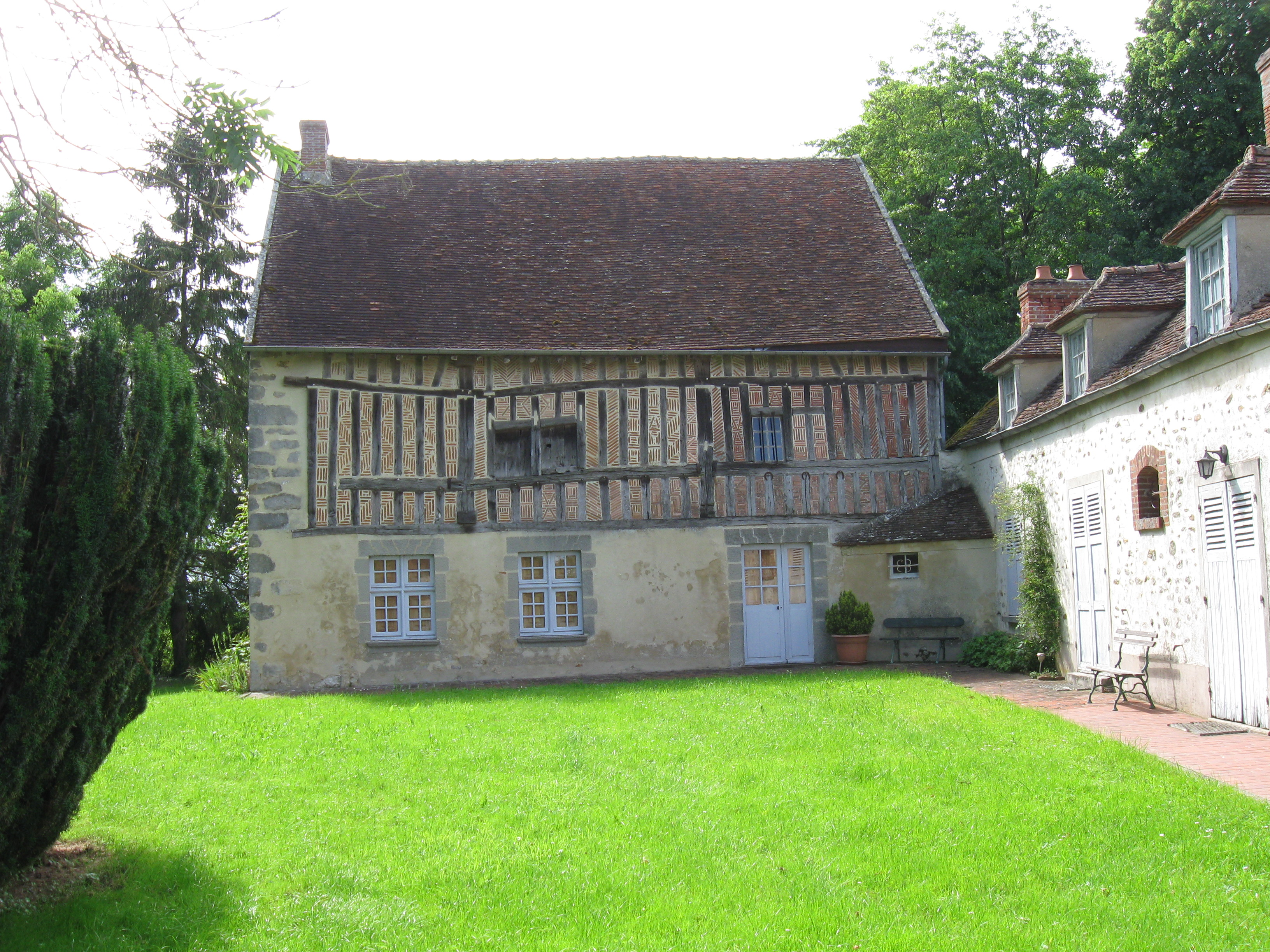
Maison à colombages.

### Lieux et monuments
- L'église Saint-Pierre-ès-Liens, XIIIe siècle.
- Maison dite « de La Fosse » à colombages, XIVe siècle[51].
- Lavoir au toit à double pente[30].

### Patrimoine naturel
- Le « site Natura 2000 de la rivière du Vannetin »[52]

### Personnalités liées à la commune
- Antoine Héron de Villefosse (1845-1919), archéologue français, a été conseiller municipal de Chartronges et propriétaire de la maison « de La Fosse ».

## Héraldique
| Blason à dessiner | Blason  | De gueules à deux clés d'or passées en sautoir, les fûts liés en pointe par une cordelette du même; au chef émanché d'or chargé d'un alérion d'azur; le tout enfermé dans une bordure crénelée de sinople. |
| Blason à dessiner | Détails | Le statut officiel du blason reste à déterminer. |